# Blake McIver Ewing
Blake McIver Ewing (Los Ángeles, California, 27 de marzo de 1985) es un actor, cantante y compositor estadounidense.

## Biografía
Blake McIver Ewing nació en Los Ángeles, California. Sus padres son Bill Ewing y Susan McIver. Comenzó su carrera en el mundo del espectáculo a la edad de 7 años en Star Search. Era conocido por interpretar a Derek, el amigo de Michelle Tanner, en la serie de televisión Full House, papel que repitió en Fuller House. Interpretó el papel de Waldo en la versión cinematográfica de 1994 de The Little Rascals y prestó su voz a Eugene en ¡Oye, Arnold! durante su quinta temporada (reemplazando a Benjamin Diskin, Jarrett Lennon y Christopher Castile). También fue uno de los presentadores del programa de Bravo The People's Couch.
Ewing coescribió e interpretó la canción "Along the River", la canción de los créditos finales de la película End of the Spear. Ha contribuido con su trabajo al proyecto It Gets Better, citando sus propias experiencias como adolescente gay como su motivación. Su álbum debut, The Time Manipulator, se lanzó en mayo de 2014. Durante todo el 2013, Ewing comenzó a bailar en clubes gay por dinero, trabajó como bailarín go-go en Los Ángeles. "Las propinas eran buenas. De hecho, recaudé tanto dinero que pude terminar mi disco - misión cumplida"."Sentía mucha vergüenza por mi cuerpo", "Esta era una forma de expresarme segura, sensual y divertida".
Durante la pandemia, muchos artistas creativos encontraron formas de ofrecer entretenimiento, incluso desde sus propias casas o utilizando sus teléfonos. Emerson Collins y Blake McIver Ewing, ambos conocidos por sus trabajos en televisión y teatro, aprovecharon una oportunidad del Teatro Público de San Antonio para llevar su espectáculo local a una gira nacional. Aunque sus estilos musicales son diferentes, lograron crear un espectáculo conjunto llamado "I Dreamed a Dreamgirl", que combina elementos de Broadway y Disney. A pesar de las dificultades, su dedicación y talento los llevaron a realizar una gira por nueve ciudades, demostrando que la creatividad puede florecer incluso en momentos difíciles.

## Vida personal
Blake McIver Ewing  vive abiertamente como un hombre gay orgulloso, Blake se declaró homosexual en 2010. A menudo habla sobre los problemas 'LGBTQ' y la necesidad de modelos homosexuales para los jóvenes queer y homosexuales que todavía se están descubriendo a sí mismos y tratando de encontrar su voz. Además de ser un habitual en "The People's Couch", donde ofrece comentarios ingeniosos sobre programas de televisión y clips virales junto al artista Scott Nevins.
Ewing reveló que a los 14 años estuvo al borde del suicidio, pero encontró consuelo en la música y el apoyo de sus seres queridos. Aboga por la conciencia y la protección de los adolescentes LGBTQ+ que aún enfrentan el acoso y la discriminación, y exige el fin de la epidemia de suicidios entre esta comunidad.
Ewing fue nominado para un Premio Ovation por su papel como "El Niño Pequeño" en la producción de Los Ángeles de Ragtime. Es graduado de UCLA.
Blake lanzó su himno por la igualdad "This Is Who We Are" el 14 de julio de 2015y trabaja como presentador para AfterBuzz TV.

## Filmografía

### Cine
| Año  | Título                                   | Papel                       | Notas |
| ---- | ---------------------------------------- | --------------------------- | ----- |
| 1993 | Calendar Girl                            | Ned, de seis años           |       |
| 1994 | The Little Rascals                       | Waldo Aloysius Johnston III |       |
| 1995 | Gordy                                    | Piglet                      | voz   |
| 1995 | Tom and Huck                             | Taverner                    |       |
| 1995 | Problem Child 3: Junior in Love          | Corky McCallum              |       |
| 1997 | Anastasia                                | Additional voices           |       |
| 2000 | The Little Mermaid II: Return to the Sea | Chico #1                    | voz   |
| 2002 | ¡Oye, Arnold! La película                | Eugene Horowitz             | voz   |
| 2003 | Recess: Taking the Fifth Grade           | Voces adicionales           |       |
| 2004 | Raising Helen                            | Church Choir                |       |

### Televisión
| Año       | Título              | Papel           | Notas                     |
| --------- | ------------------- | --------------- | ------------------------- |
| 1992      | Star Search         | Él mismo        | 1 episodio                |
| 1992-1995 | Full House          | Derek S. Boyd   | 9 episodios               |
| 1993      | The Nanny           | Robbie          | 1 episodio                |
| 1993      | Home Improvement    | Choir Boy       | 1 episodio; no acreditado |
| 1995-1996 | Minor Adjustments   | Duncan          | 4 episodios               |
| 1997      | Clueless            | Cody            | 1 episodio                |
| 1997-2000 | Recess              | Menlo           | Voz, 4 episodios          |
| 2000      | The Drew Carey Show | Wolfgang        | 1 episodio                |
| 2001-2003 | ¡Oye, Arnold!       | Eugene Horowitz | Voz, temporada 5          |
| 2014      | The People's Couch  | Él mismo        | 8 episodios               |
| 2020      | Fuller House        | Derek S. Boyd   | 1                         |

### Radio
| Año       | Título                | Rol                   | Notas        |
| --------- | --------------------- | --------------------- | ------------ |
| 1998–2001 | Adventures in Odyssey | Nathaniel Graham      | 14 episodios |
| 1998–2001 | Adventures in Odyssey | Timothy "Timmy" Riley | 2 episodios  |

## Discografía

### Álbumes
- 2014: The Time Manipulator